# Euscorpius flavicaudis
Euscorpius flavicaudis de Geer, 1778 è uno scorpione della famiglia Euscorpiidae, abbastanza comune nelle campagne italiane.

## Descrizione
Come tutti gli scorpioni del genere Euscorpius sono di piccole dimensioni: gli esemplari di E.flavicaudis solitamente misurano fra i 3 e i 5 centimetri, misurati dalle punte dei pedipalpi, cioè dalla punta frontale del carapace sino al telson, ossia l'ultimo segmento della coda, contenente la sacca velenifera e il pungiglione.
La caratteristica principale di questi scorpioni è però la colorazione delle zampe e del telson che si presentano di un giallo-rossastro opaco. Il corpo è tra il nero e il marrone.
È facile confonderli con altri scorpioni dello stesso genere (Euscorpius italicus, Euscorpius tergestinum, etc.) e per identificare correttamente un esemplare occorre esaminare la parte ventrale dei pedipalpi, che presentano un numero di tricobotri caratteristico per ogni specie.

## Distribuzione e habitat
E. flavicaudis è diffuso nei paesi dell'Europa occidentale (Spagna, Francia, Italia e Inghilterra, dove è stato introdotto dall'uomo).
In Italia si possono riscontrare esemplari di questa specie prevalentemente nelle zone occidentali e tirreniche (compresa la Sardegna, ma esclusa la Sicilia).
Ama i luoghi umidi e al riparo dalla luce (tutti gli Euscorpius sono prevalentemente lucifughi), esce dai luoghi riparati solo di notte, quando va a caccia.

## Biologia
Come la maggior parte degli Euscorpius conduce una vita solitaria, gli incontri con altri esemplari avvengono solitamente nel periodo dell'accoppiamento. Se più esemplari sono confinati in spazi ristretti possono dare inizio a un duello (specialmente se maschi) e a episodi di cannibalismo.
La sua alimentazione è composta prevalentemente da larve nei primi periodi di vita, la sua dieta si amplia con l'aggiunta di cavallette e altri insetti con il raggiungimento dell'età adulta.